# Hanno (Architekt)

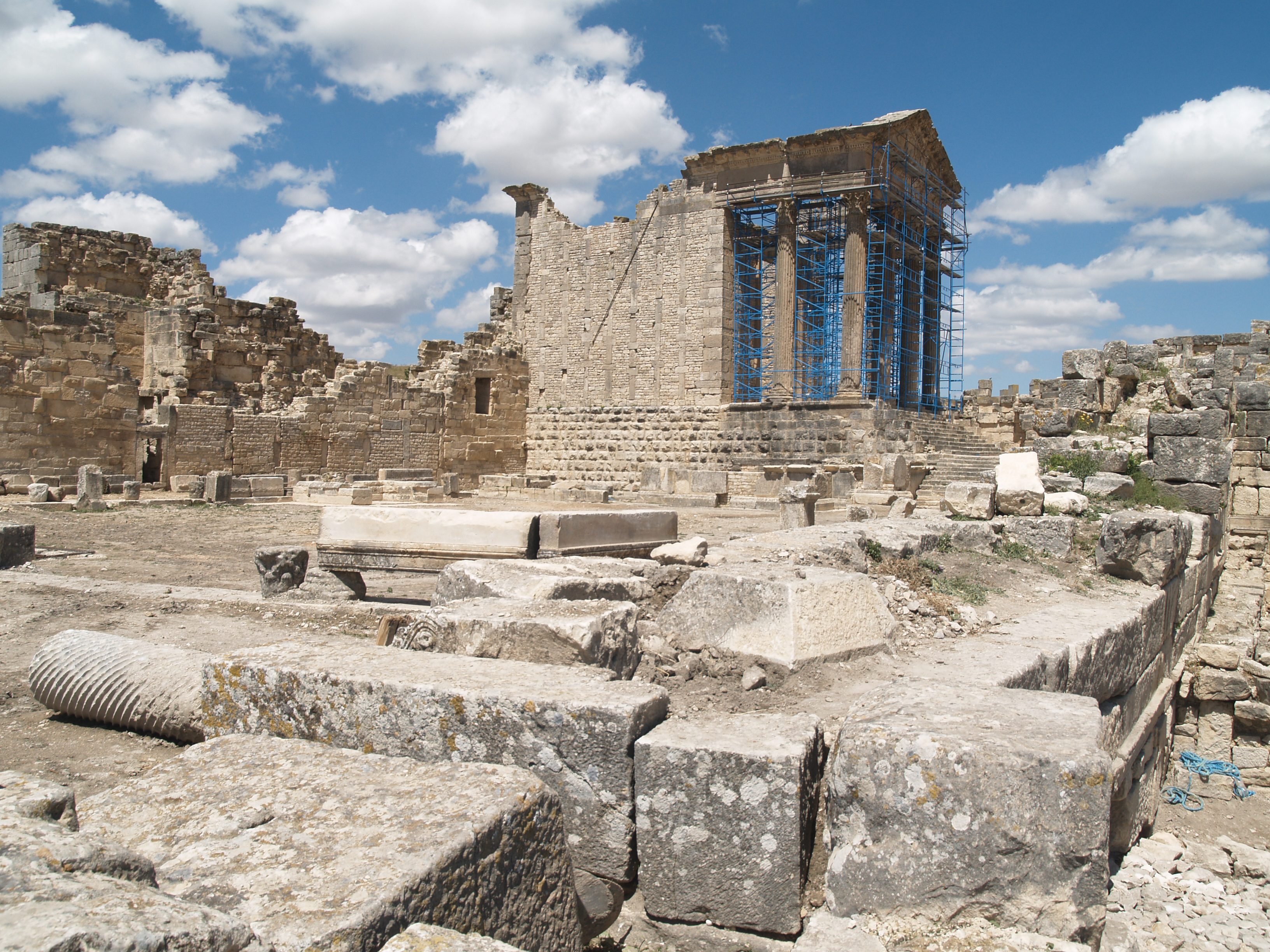
Blick über das Forum auf das Kapitol in Thugga, links davon die Reste des Tempels für König Massinissa

Hanno (punisch ḤN), Sohn des Iatonbaʿal, war ein punischer Architekt, der in der Mitte des 2. Jahrhunderts v. Chr. in der numidischen Stadt Thugga tätig war.
Hanno erbaute gemeinsam mit dem Architekten Nipṭasan 139–138 v. Chr. einen von den Bürgern der Stadt gestifteten Tempel für den Kult des verstorbenen Königs Massinissa. Sein Name findet sich auf einem unverzierten Kalksteinquader, auf dem sich eine Bilingue in punischer und numidischer Sprache befindet. Die semitischen Namen des Hanno und seiner aufgeführten Vorfahren sowie die Tatsache, dass er nur im punischen Teil der Bilingue genannt wird, sprechen für die Herkunft des Architekten aus Karthago, das nur wenige Jahre zuvor im Zuge des Dritten Punischen Krieges zerstört worden war.
Die Inschrift wurde unmittelbar westlich des Kapitols auf dem Platz der Windrose gefunden, weshalb der Kalksteinquader einem nur in Resten erhaltenen Kalksteinbau auf dem Forum der Stadt zugeordnet wird. Der Zustand des Bauwerks lässt eine Rekonstruktion nicht zu, durch bauliche Merkmale sowie Keramikfunde lässt er sich jedoch sicher in das zweite Jahrhundert v. Chr. datieren.